# Isnardia spathulata
Isnardia spathulata là một loài thực vật có hoa trong họ Anh thảo chiều. Loài này được (Torr. & A. Gray) Small mô tả khoa học đầu tiên.